# Россоха (приток Алазеи)
Россоха (Рассоха) — река на Дальнем Востоке России, левый приток реки Алазеи. Протекает по территории Среднеколымского и Нижнеколымского районов Якутии.

## Гидрография
Длина реки — 790 км, площадь водосборного бассейна — 27 300 км². Является крупнейшим по длине и площади бассейна притоком Алазеи.
Образуется слиянием двух притоков Аргаа-Юрэх и Илин-Юрях в 453 км от устья. Высота истока — 17 м над уровнем моря. Протекает по заболоченной Колымской низменности в окружении озёр, в зоне сплошного распространения вечной мерзлоты. На всём своём протяжении русло сильно меандрирует.

## Гидрология
Ледостав с конца сентября — начала октября, река перемерзает. Вскрывается в конце мая, ледоход непродолжительный. Половодье высокое, начинается в конце мая — начале июня и заканчивается в июле. На его спаде часты дождевые паводки. Для реки характерна низкая летняя и зимняя межень. По химическому составу вода реки относится к гидрокарбонатному классу и кальциевой группе.
Питание снеговое и дождевое, роль подземного питания незначительно. Среднемноголетний расход воды в устье около 38 м³/с (объём стока 1,199 км³/год).

## Притоки
У Россохи 145 притоков длиной менее 10 километров. Крупные притоки — Балыктах (311 км от устья) и Арга-Юрях (454 км от устья).